# Hydropsyche perelin
Hydropsyche perelin är en nattsländeart som beskrevs av Malicky 1987. Hydropsyche perelin ingår i släktet Hydropsyche och familjen ryssjenattsländor. Inga underarter finns listade i Catalogue of Life.